# Ашдод (футбольный клуб)
«Спортивный клуб Ашдод» (ивр. מועדון ספורט אשדוד‎) — израильский футбольный клуб из одноимённого города. Клуб является объединением двух городских футбольных структур: «Хапоэль Ашдод» и «Маккаби Ирони Ашдод». В настоящее время клуб известен тем, что несмотря на довольно скромный бюджет команда на равных конкурирует с крупными клубами Израиля и обладает весьма солидной поддержкой местных болельщиков.

## История
В первые годы после объединения клубов цвет формы был полностью синий, но когда Хаим Ревиво занял в клубе одну из ведущих ролей, цвета клуба поменялись на красный и желтый. 
Объединение клубов не принесло сразу положительных результатов. Первое время болельщики были разочарованы. В сезоне 2004/05 клуб достиг наивысшего успеха — третьего места в чемпионате, и благодаря этому получил право представлять Израиль в розыгрыше Кубка УЕФА. Не менее важным для команды оказался и выход в финал местного Кубка Тото, где она, правда, потерпела поражение в серии послематчевых пенальти. Первый опыт клуба в европейском континентальном кубке оказался неудачным, так как во втором квалифай-раунде кубка УЕФА сезона 2005/06 команда уступила серебряному призеру чемпионата Словении.
По итогам сезона 2014/15 клуб покинул высшую лигу, но за один сезон сумел вернуться в высший дивизион, став победителем Национальной лиги в 2015/16 годах.

## Состав
По состоянию на 14 сентября 2022 года. Источник: Список игроков на transfermarkt.com
| №             | Игрок            | Страна        | Дата рождения             | Бывший клуб              | В ком. с: |
| Вратари       | Вратари          | Вратари       | Вратари                   | Вратари                  | Вратари   |
| ------------- | ---------------- | ------------- | ------------------------- | ------------------------ | --------- |
| 1             | Йоав Джерафи     | Флаг Израиля  | 29 августа 1993 (31 год)  | Хапоэль (Кфар-Сава)      | 2014      |
| 41            | Сахар Хассон     | Флаг Израиля  | 24 апреля 1996 (28 лет)   | Хапоэль (Рамат-ха-Шарон) | 2021      |
| Защитники     |                  |               |                           |                          |           |
| 3             | Гиль Коэн        | Флаг Израиля  | 8 ноября 2000 (24 года)   | Воспитанник клуба        | 2018      |
| 4             | Тимоти Авани     | Флаг Уганды   | 6 августа 1996 (28 лет)   | Кампала Сити Коунсил     | 2019      |
| 13            | Монтари Камахени | Флаг Ганы     | 1 февраля 2000 (25 лет)   | Дримз                    | 2021      |
| 15            | Том Бен Закен    | Флаг Израиля  | 29 октября 1994 (30 лет)  | Воспитанник клуба        | 2012      |
| 16            | Зохар Засно      | Флаг Израиля  | 21 ноября 2001 (23 года)  | Воспитанник клуба        | 2019      |
| 20            | Давид Куперман   | Флаг Колумбии | 8 ноября 1996 (28 лет)    | Форталеса Сипакира       | 2022      |
| 24            | Шакед Хакмон     | Флаг Израиля  | 15 июня 2002 (22 года)    | Воспитанник клуба        | 2022      |
| Полузащитники |                  |               |                           |                          |           |
| 6             | Мартин Ндзи      | Флаг Камеруна | 16 января 2003 (22 года)  | Ренессанс                | 2022      |
| 8             | Лукас Салинас    | Флаг Бразилии | 14 октября 1995 (29 лет)  | Локомотив (Плодив)       | 2022      |
| 9             | Шалев Харуш      | Флаг Израиля  | 8 мая 2002 (22 года)      | Воспитанник клуба        | 2019      |
| 10            | Мохаммад Канаан  | Флаг Израиля  | 14 января 2000 (25 лет)   | Воспитанник клуба        | 2018      |
| 17            | Айзек Паппо      | Флаг Ганы     | 20 декабря 2003 (21 год)  | Голден Кик               | 2022      |
| 55            | Наор Сабаг       | Флаг Израиля  | 23 мая 1993 (31 год)      | Маккаби (Петах-Тиква)    | 2021      |
| 71            | Нир Хасон        | Флаг Израиля  | 19 декабря 2001 (23 года) | Воспитанник клуба        | 2020      |
| 77            | Яаков Берихон    | Флаг Израиля  | 6 июля 1993 (31 год)      | Бейтар (Иерусалим)       | 2019      |
| 97            | Жордан Себбан    | Флаг Франции  | 6 января 1997 (28 лет)    | КуПС                     | 2022      |
| 99            | Оз Билу          | Флаг Израиля  | 16 января 2001 (24 года)  | Воспитанник клуба        | 2020      |
| Нападающие    |                  |               |                           |                          |           |
| 7             | Янив Мизрахи     | Флаг Израиля  | 30 августа 1995 (29 лет)  | Маккаби (Нетания) →      | 2022      |
| 11            | Дор Джан         | Флаг Израиля  | 16 декабря 1994 (30 лет)  | Пасуш де Феррейра        | 2022      |
| 18            | Эбенезер Маматах | Флаг Ганы     | 7 ноября 2001 (23 года)   | Скаай                    | 2022      |
| 19            | Адир Леви        | Флаг Израиля  | 6 января 2002 (23 года)   | Воспитанник клуба        | 2021      |
| 28            | Рой Леви         | Флаг Израиля  | 13 января 2000 (25 лет)   | Хапоэль (Раанана) →      | 2022      |